# Paratrigona opaca
Paratrigona opaca là một loài Hymenoptera trong họ Apidae. Loài này được Cockerell mô tả khoa học năm 1917.